# Rubis (U-Boot, 1983)
Die Rubis ist ein taktisches Atom-U-Boot der französischen Marine. Ihr ursprünglicher Name war Provence. Am 18. Dezember 1980 wurde sie aber nach dem im Zweiten Weltkrieg erfolgreichen französischen U-Boot Rubis umbenannt. Der Name bedeutet Rubin.
Die Rubis ist das Typschiff der Rubis-Klasse und wurde ausgiebig getestet, bevor sie 1983 als erstes Boot ihrer Klasse in Dienst gestellt wurde.
Die Rubis war im Juli 1985 an der Operation Satanique des französischen Auslandsgeheimdienstes DGSE beteiligt. Bei der Geheimoperation handelte es sich um die Versenkung des Greenpeace-Schiffes Rainbow Warrior im Hafen von Auckland in Neuseeland. Das U-Boot nahm nach dem Bombenanschlag, bei dem der portugiesisch-niederländische Fotograf Fernando Pereira getötet wurde, einen Teil der Attentäter auf und brachte sie in eine sichere französische Basis.
Im Zweiten Golfkrieg 1990 wurde das Boot als französischer Anteil der Marineoperationen der von den USA geführten Koalition eingesetzt.
Das Atom-U-Boot wurde zwischen 1992 und 1993 auf den Stand der Améthyste-Klasse modernisiert. Kurz nach den Umbaumaßnahmen kollidierte die Rubis am 17. Juli 1993 mit dem Tanker Lyria, erlitt aber nur geringe Schäden.
Im Kosovo-Krieg im Jahre 1999 wurde die Rubis gemeinsam mit dem Schwesterschiff Améthyste zur Sicherung der maritimen Angriffskräfte der NATO eingesetzt. Außerdem wurde das Seegebiet vor Kotor für jugoslawischen Schiffsverkehr gesperrt und Aufklärungsarbeit geleistet.
Im Jahre 2002 setzte Frankreich die Rubis im Krieg in Afghanistan zur Sicherung der Überwasserkräfte im Indischen Ozean ein.
Statt wie geplant 2017 außer Dienst gestellt zu werden, wurde sie bis 2019 modernisiert und war 3 weitere Jahre bis Ende 2022 im Einsatz.